# Phía đông vườn địa đàng
Phía đông vườn địa đàng (tiếng Hàn: 에덴 의 동쪽; RR: Eden-ui Dong-jjok; tiếng Anh: East of Eden) là một bộ phim truyền hình Hàn Quốc phát sóng năm 2008, với sự tham gia của Song Seung-heon, Yeon Jung-hoon, Han Ji-hye, Lee Da-hae, Park Hae-jin và Lee Yeon-hee. Phim được sản xuất bởi Chorokbaem Media như một dự án đặc biệt kỷ niệm 47 năm thành lập cho đài MBC với kinh phí khoảng 25 tỉ won, được phát sóng từ ngày 25 tháng 8 năm 2008 đến ngày 10 tháng 3 năm 2009. Nội dung phim kể về câu chuyện của hai anh em Dong-chul (Song) và Dong-wook (Yeon). Số phận của họ khác nhau sau cái chết của người cha khai thác than, với một người gia nhập đám đông và người kia trở thành một luật sư thành công. Phim được phát sóng tại Việt Nam trên kênh VTV3 vào 23 tháng 7 năm 2009.

## Cốt truyện
Khi Lee Dong Chul lên 5 tuổi, cha cậu, Lee Ki Chul - một thợ mỏ lãnh đạo các cuộc vận động đòi quyền lợi của công nhân, đã bị hại chết trong một sự cố sập hầm. Cậu bé là người duy nhất chứng kiến toàn bộ âm mưu đó và thề rằng sẽ trả thù kẻ đã gây ra cái chết của cha, Shin Tae Hwan.
Nhưng không ai ngoại trừ một y tá, biết rằng người em trai của Dong Chul, Dong Wook, khi mới lọt lòng đã bị cô y tá đó tráo đổi với con trai của Shin Tae Hwan, Myung Hun. Dong Wook lớn lên với ước mơ trở thành một công tố viên để đòi lại công bằng cho gia đình và trả thù Shin Tae Hwan. Myung Hun cũng được nuôi dạy trong gia đình họ Shin nhưng luôn đau khổ vì người cha độc ác của mình.
Nhiều năm sau, Dong Chul trở thành cánh tay phải của chủ tịch Gook, ông vua huyền thoại của giới sòng bạc, phụ trách quản lý sòng bạc Slot machine và thực hiện kế hoạch trả thù Shin Tae Hwan. Dong Wook là một công tố viên đầy năng lực trong tổ điều tra đặc biệt Seoul. Đồng thời, Yoo Mi Ae, người y tá năm xưa cũng đã quay trở về để trả thù Shin Tae Hwan và tiết lộ bí năm xưa...

## Diễn viên

### Diễn viên chính
- Song Seung Hun trong vai Lee Dong Chul; 
  - Shin Dong Woo trong vai Dong Chul (5 tuổi);
  - Kim Bum trong vai Dong Chul (15 tuổi).
- Yun Jung Hoon trong vai Lee Dong Wook; 
  - Park Gun Tae trong vai Dong Wook (10 tuổi).
- Park Hae Jin trong vai Shin Myung Hun; 
  - Won Duk Hyun trong vai Myung Hun (10 tuổi).
- Han Ji Hye trong vai Kim Ji Hyun; 
  - Nam Ji Hyun trong vai Ji Hyun (10 tuổi).
- Lee Da Hae trong vai Min Hye Rin;
- Lee Yeon Hee trong vai Gook Young Ran/Grace;
- Dennis Oh trong vai Mike Packar.

### Diễn viên phụ
- Jo Min Ki trong vai Shin Tae Hwan (bố Myung Hun);
- Lee Mi Sook trong vai Yang Chun Hee (mẹ Dong Chul và Dong Wook);
- Lee Jong Won trong vai Lee Gi Chul (bố Dong Chul và Dong Wook);
- Jun Mi Sun trong vai Jung Ja (mẹ Gi Soon);
- Park Hyun Sook trong vai Yang Ok Hee (em họ Chun Hee);
- Jeon So-min trong vai Lee Ki-soon;
  - Jin Ji Hee trong vai Gi Soon (9 tuổi).
- Kim Sung Kyum trong vai Chủ tịch Oh;
- Na Hyun Hee trong vai Oh Yoon Hee;
- Lee Won Jae trong vai Kyung Tae;
- Yoo Dong Geun trong vai Chủ tịch Gook Dae Hwa (bố Young Ran);
- Shim Hye Jin trong vai Mẹ Young Ran;
- Yoon Dong Hwan trong vai Luật sư Kim Tae Seon;
- Jung Hye Young trong vai Janice/Jae Hee;
- Shin Eun Jung trong vai Yoo Mi Ae/Rebecca;
- Hwang Jung Eum trong vai Kim So Hyun;
- Jun Sung Hwan trong vai Trạm trưởng Kim Gab Soo (ông ngoại Ji Hyun);
- Lee Suk Joon trong vai Cha Han;
- Kim Hyung Min trong vai Wang Geon;
- Go Yoon Hoo trong vai Dok Sa; 
  - Kwon Se In trong vai Dok Sa hồi bé (10 tuổi).
- Park Chan Hwan trong vai Chaeng;
- Kim Hak Chul;
- Park Geun Hyung trong vai Chủ tịch Min (bố Hye Rin);
- Jung Young Sook trong vai Bae Hwa Mi (vợ Chủ tịch Min);
- Jung So Young trong vai Min Hye Ryung (chị gái Hye Rin);
- Park Sung Woong trong vai Baek Sung Hyun;
- Jung Yoon Suk trong vai Yeon Sub;
- Lee Hyo Jung.

## Giải thưởng
- 2008 MBC Drama Awards: Giải thưởng lớn (Song Seung Hun);
- 2008 MBC Drama Awards: Giải thưởng nữ diễn viên ưu tú (Lee Mi Sook);
- 2008 MBC Drama Awards: Giải thưởng nam diễn viên ưu tú (Jo Min Ki);
- 2008 MBC Drama Awards: Giải thưởng nữ diễn viên ưu tú (Han Ji Hye);
- 2008 MBC Drama Awards: Giải thưởng nam diễn viên mới (Park Hae Jin);
- 2008 MBC Drama Awards: Giải thưởng nữ diễn viên mới (Lee Yeon Hee);
- 2008 MBC Drama Awards: Giải thưởng diễn xuất vàng (Park Geun Hyung);
- 2008 MBC Drama Awards: Giải thưởng diễn xuất vàng (Yoo Dong Geun);
- 2008 MBC Drama Awards: Giải thưởng diễn xuất vàng (Shin Eun Jung);
- 2008 MBC Drama Awards: Giải thưởng PD (Yun Jung Hoon);
- 2008 MBC Drama Awards: Giải thưởng đặc biệt cho diễn viên nhí (Park Gun Tae, Shin Dong Woo, & Nam Ji Hyun);
- 2008 MBC Drama Awards: Giải thưởng cặp đôi đẹp nhất (Song Seung Hun & Lee Yeon Hee);
- 2008 MBC Drama Awards: Giải thưởng nam diễn viên được yêu thích nhất (Song Seung Hun);
- 2008 MBC Drama Awards: Giải thưởng nữ diễn viên được yêu thích nhất (Lee Yeon Hee);
- 2008 MBC Drama Awards: Giải thưởng biên kịch của năm (Na Young Seok).

## Thông tin sản xuất
- Đơn vị sản xuất: Chorokbaem Media;
- Nhà sản xuất: Kim Jin Man, Choi Byung Gil (최병길);
- Biên kịch: Na Yun Sook, Lee Hong Ku;
- Đạo diễn: So Won Young.